# Обезуглероживание
Обезуглеро́живание — процесс уменьшения содержания углерода в сплаве.
В зависимости от ситуации, обезуглероживание может иметь отрицательный или положительный эффект. Например, при термической обработке обычной стали обезуглероживание распространяется внутрь изделия и приводит к ухудшению твёрдости поверхности (из-за потери углерода без реставрационной цементации последующая закалка будет неэффективной). С другой стороны, обезуглероживание материала, для которого присутствие углерода вредно (например, нержавеющей стали), даёт положительный результат (т. н. «рафинирующее» обезуглероживание).
Обезуглероживание может происходить в окислительной газовой среде, а также в сухом или влажном водороде при температуре более 700 °C. Для рафинирующего обезуглероживания используется атмосфера, не вступающая в химические реакции с металлом. Избежать нежелательного обезуглероживания можно при нагреве в защитной газовой среде или вакууме.

## См также
- Сталеплавильное производство
- Науглероживание